# Fortezza di Clissa

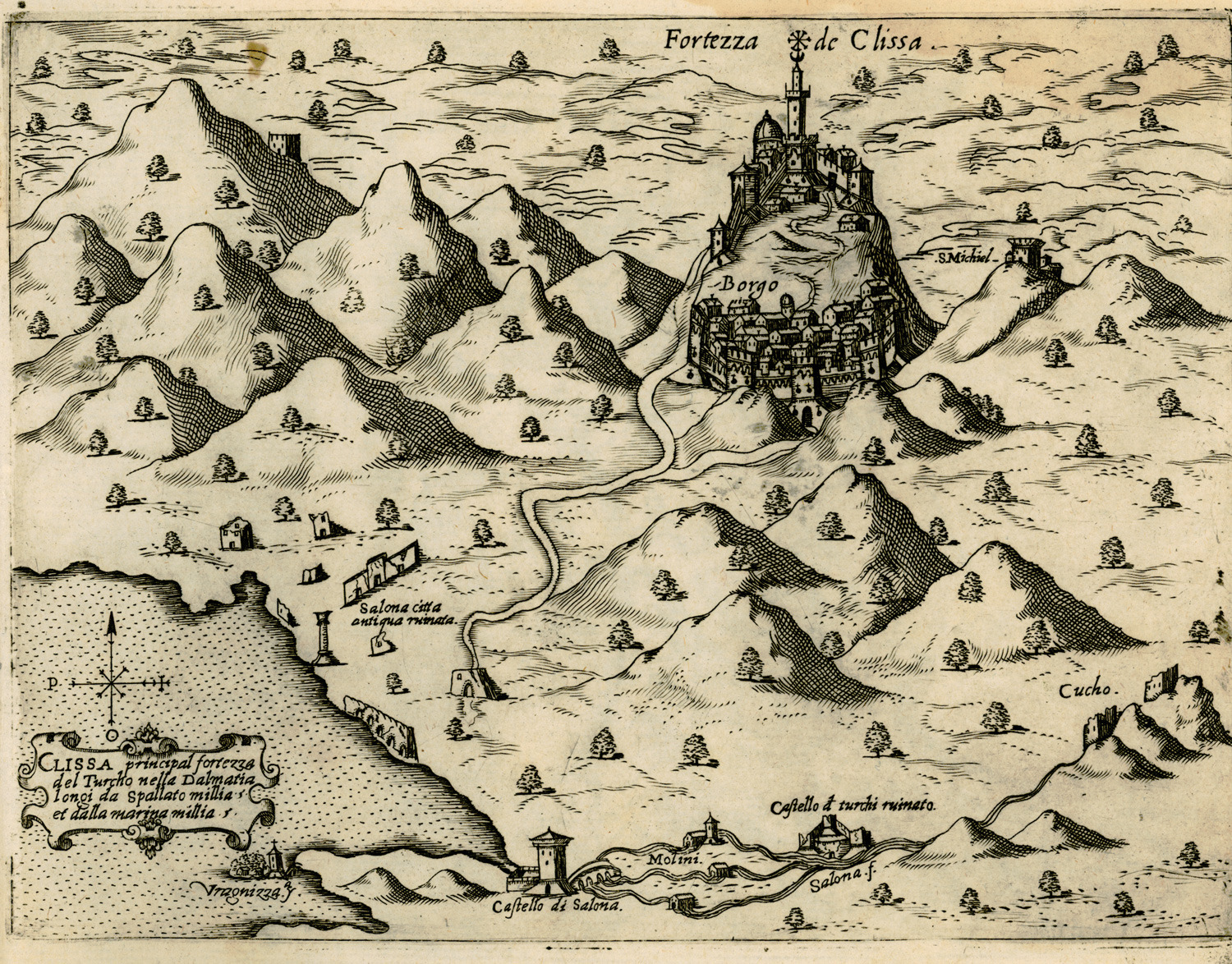
La fortezza di Clissa (XVI sec.)

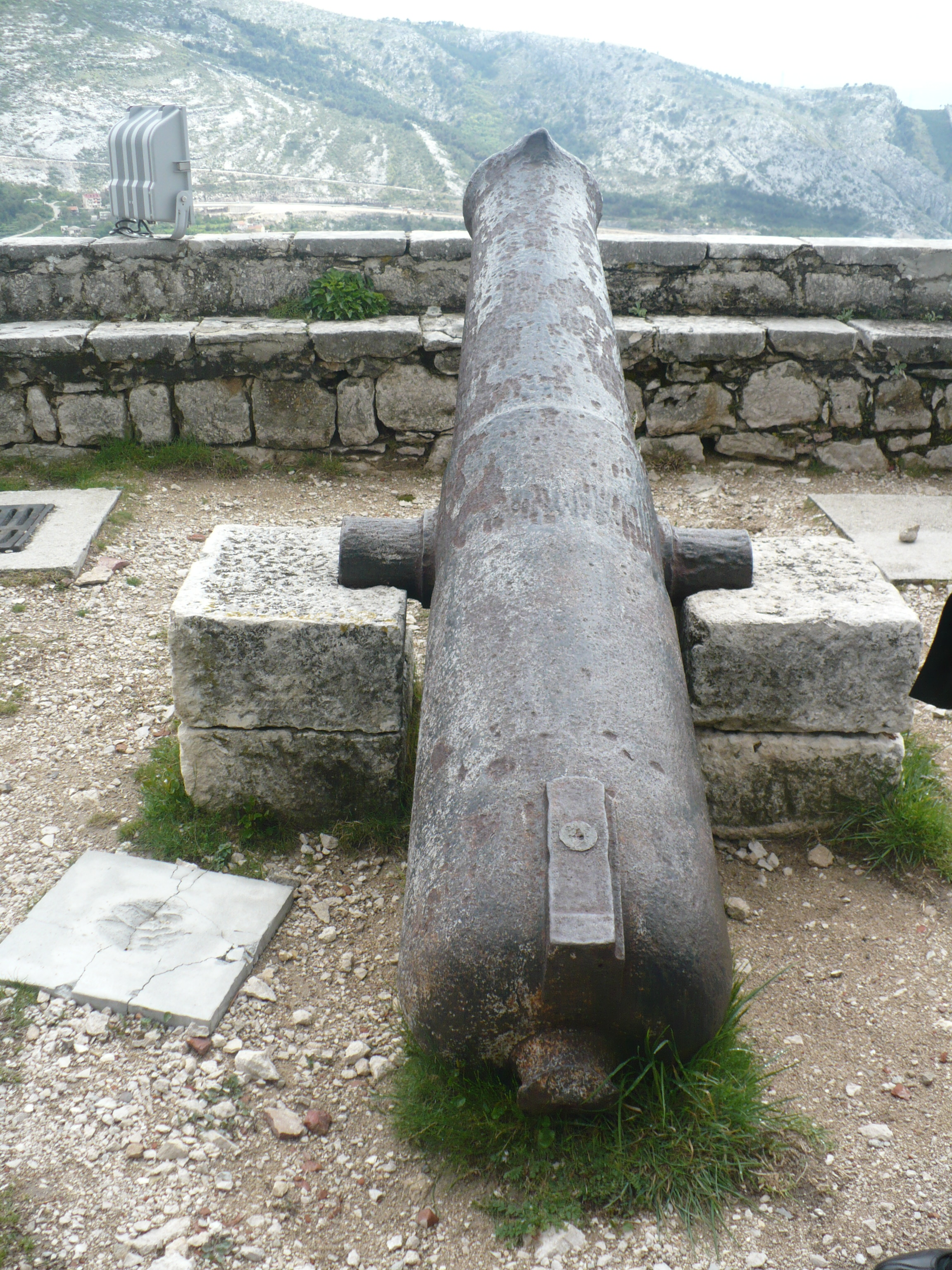

La fortezza di Clissa (in croato tvrđava Klis) è una fortificazione sita nelle vicinanze di Clissa, in Croazia. È situata a circa 5 km a nord-est di Spalato, sulla strada che conduce a Signo.

## Storia
Mislav di Croazia succedette a Ladislao di Croazia come principe della Croazia Bianca e governò lo stato da Clissa.
Un primo nucleo di guerrieri uscocchi, capitanati da Petar Kružić, si trincerarono nella fortezza di Clissa per sbarrare ai turchi la strada che dall'entroterra bosniaco portava alle coste croate. Bisognosi di appoggio, gli uscocchi, come il resto dei croati, accettarono il sovra-regno dell'Austria, riconoscendo Ferdinando I d'Asburgo come loro sovrano (1º gennaio 1527) in cambio di aiuti contro le forze di Istanbul.
La pace del 1540 lasciò a Venezia solo le città marittime; l'interno formava una provincia turca, governata dalla fortezza di Clissa da un "Sanjak-bey", ovvero un amministratore con poteri militari.
Nel 1596 delle truppe irregolari Veneziane attraverso la battaglia di Clissa si riappropriariono della fortezza per poi ricederla agli ottomani.
All'inizio della guerra di Candia, 1645-1669, i locali bey slavo-turchi sferrarono una serie di attacchi contro la veneziana Spalato, ma le forze della Serenissima - al comando del provveditore Leonardo Foscolo avevano resistito.
Durante l'inverno del 1648, Foscolo decide che è arrivato il momento di conquistarla per eliminare ogni minaccia a Spalato. Il passo di Clissa, inoltre, rappresenta una formidabile via di penetrazione verso l'interno della Bosnia nell'eventualità i veneziani scelgano di proseguire nell'offensiva . Si tratta di un'operazione complessa a causa della geografia della fortezza, una triplice cinta muraria in cima a uno sperone roccioso, e alla stagione inclemente. Il successo veneziano è però completo e stabilizza in questo punto la frontiera sino alla caduta della Repubblica Serenissima nel maggio 1797

## Nella cultura di massa
Clissa è stata utilizzata per le riprese della popolare serie tv della HBO Il Trono di Spade.